# Teudis juradoi
Teudis juradoi là một loài nhện trong họ Anyphaenidae.
Loài này thuộc chi Teudis. Teudis juradoi được Arthur Merton Chickering miêu tả năm 1940.